# Gilsberg
Gilsberg ist ein Ortsteil der Stadt Waldheim im sächsischen Landkreis Mittelsachsen. Gilsberg ist kein offizieller Ortsteil Waldheims und auch nicht Teil einer der beiden Ortschaften der Stadt. Die Siedlung liegt südlich von Waldheim und ist heute durch den Straßennamen Gilsberg bekannt. In dieser Straße befinden sich noch zwei Bauerngüter. Wie die ganze Region befindet sich Gilsberg im Städtedreieck Chemnitz-Dresden-Leipzig.

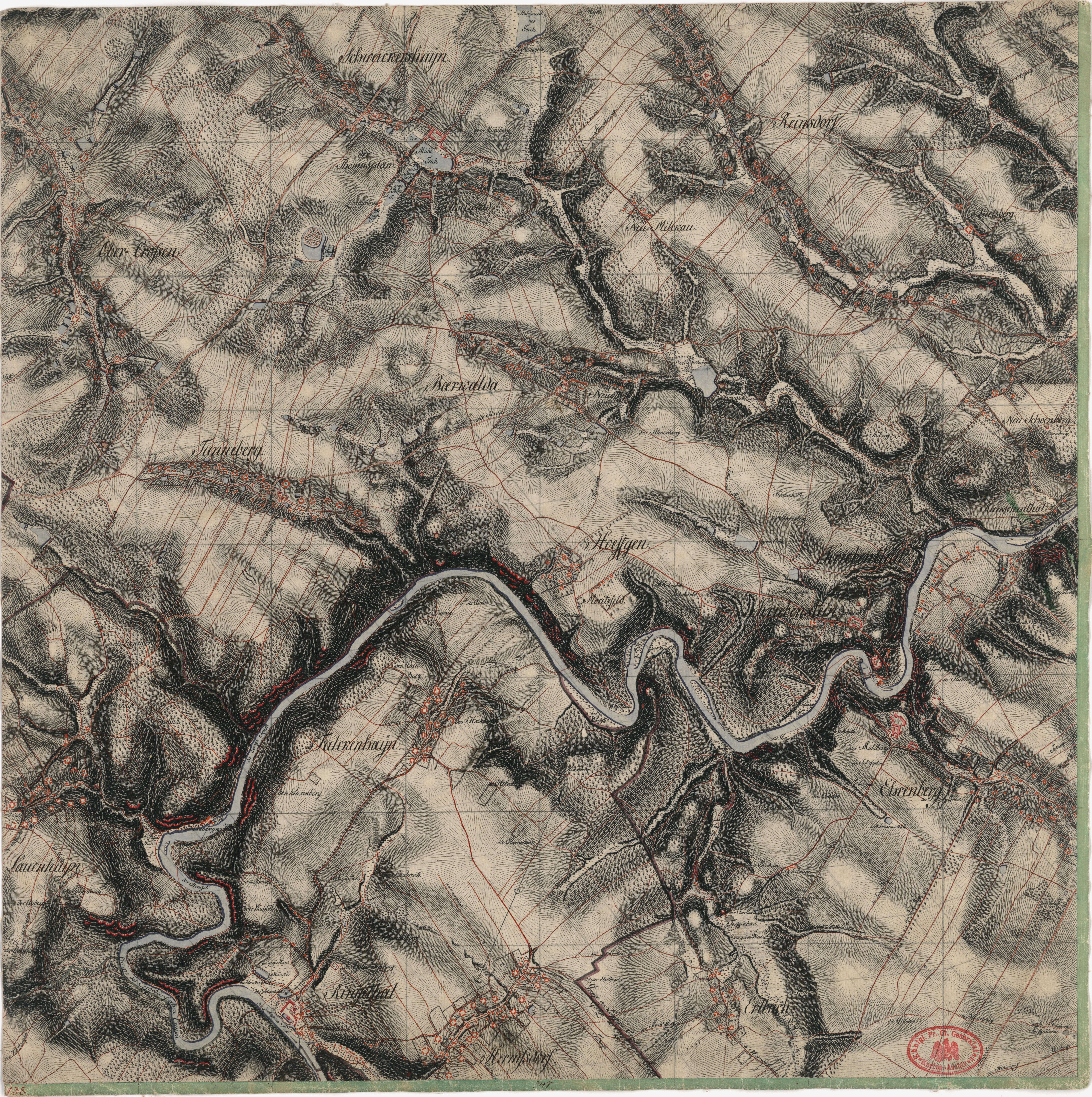
Gielsberg im rechten oberen Quadranten auf einer historischen Karte von 1799

## Geschichte
Die Geschichte Gilsbergs geht auf die Erwähnungen Jenchinus de Geilungesberg (1319) und Jenchinus de Geylyngisberg, Gelingesberg (1329) zurück. Spätere Nennungen sind zu dem Gelingisberge (1350), Johannes de Geylingisberg (1353), Geilingesperg (1361), Lilgensperg (1465) und Gylspergk (1551). Der Ort war dem Rittergut Kriebstein zugehörig und in das benachbarte Reinsdorf gepfarrt. Entsprechend seiner Lage gehörte der Ort zum Amt Rochlitz, dem Gerichtsamt Waldheim, der Amtshauptmannschaft und dem Landkreis Döbeln, bis dieser 2008 im heutigen Kreis aufging.
Der Ortsteil von Heiligenborn wurde 1973 nach Waldheim eingemeindet.
1551 wurde eine gemeinsame Einwohnerzahl mit Heiligenborn und Rauschenthal angegeben: 8 besessene Mann und 23 Inwohner lebten in den drei Orten
| Jahr      | 1764             | 1834 | 1871 | 1890 |
| --------- | ---------------- | ---- | ---- | ---- |
| Einwohner | 3 besessene Mann | 34   | 33   | 37   |

## Belege
1. 1 2  Gilsberg – HOV | ISGV. Abgerufen am 28. März 2024.